# Les Chiens et les Loups (roman)
Vous lisez un « article de qualité » labellisé en 2018.
Pour les articles homonymes, voir Les Chiens et les Loups.
Les Chiens et les Loups est un roman d'Irène Némirovsky (1903-1942), publié à la fin de l'année 1939 en feuilleton dans l'hebdomadaire Gringoire, puis chez Albin Michel en 1940. Éclipsée par la drôle de guerre, c'est la dernière œuvre majeure d'Irène Némirovsky parue de son vivant, en volume et sous son nom, avant son interdiction professionnelle,  sa déportation à Auschwitz où elle meurt au bout d'un mois, puis la parution posthume de Suite française.
Le récit suit les personnages d'un shtetl de la Zone de résidence puis de la RSS d'Ukraine à Paris, en passant par Kiev, du début du XXe siècle à l'entre-deux-guerres. L'intrigue mêle essentiellement deux fils conducteurs : la passion éperdue de l'héroïne, Ada Sinner, artiste peintre mariée à son cousin Ben, pour le riche et lointain Harry ; et la redécouverte par celui-ci, à travers sa peinture, de la communauté et l'identité juive à laquelle il appartient.
Le titre renvoie aux deux protagonistes masculins et, au-delà, à deux caractères opposés : les « chiens » qui, comme Harry, attendent l'accomplissement du destin, et les « loups » qui, à l'instar de Ben, l'affrontent, voire le provoquent. Ada paraît, elle, un double de l'auteur incarnant son rapport à la création. Enfin, à travers les vicissitudes de deux familles juives qui ont fui une Russie antisémite, le roman met en scène l'exil et le souhait de s'intégrer comme celui de retrouver ses racines. Il permet à Irène Némirovsky d'exprimer ses interrogations sur la réussite sociale et l'assimilation, ainsi que sur sa propre judéité.
Les Chiens et les Loups n'est pas exempt de critiques, notamment ceux maintes fois reprochés à l'auteure sur la perpétuation de stéréotype et d'une « haine de soi juive ». Il offre cependant une pièce littéraire maîtresse contre ceux qui voudraient voir en elle une romancière juive cultivant simplement une détestation d'elle-même. Ce récit traduit, plus que d'autres, sa compassion vis-à-vis du monde culturel juif et yiddish, et trahit ses doutes croissants quant à la protection à attendre de son pays d'adoption, la France. À ce titre, il confirme un tournant dans la carrière professionnelle, comme dans le moi intime d'Irène Némirovsky.

## Résumé

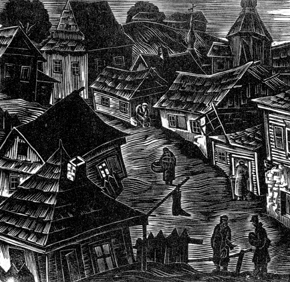
Solomon Ioudovine, Vitebsk (gravure de 1926). Un shtetl en Russie.

Dans un ghetto d'Ukraine, sous le règne du tsar Nicolas II, la petite Ada Sinner vit avec son père Israël, un courtier veuf, son grand-père maternel, sa tante Rhaïssa, sa cousine Lilla et son cousin Ben. Ce dernier l'aime déjà avec une sorte de fureur. Or apercevant un jour le jeune Harry Sinner dans le jardin de sa riche villa des collines, Ada ne cesse plus d'y penser. Elle a huit ans lorsque éclate un pogrom. Après s'être cachés toute la nuit, Ada et Ben fuient vers la ville haute et trouvent refuge chez leurs lointains parents banquiers : Harry est horrifié par leur récit et surtout leur aspect misérable. Plusieurs tractations fructueuses permettent ensuite à Israël de quitter le shtetl, et Ada se met à la peinture. Mme Mimi, vieille parisienne qui enseigne le français, lui fait rencontrer Harry à une fête de l'Alliance française. Le garçon, bien que conscient et même confus de la mortifier, refuse de danser avec Ada, car elle représente à ses yeux un monde affreux de pauvreté, opposé au sien et pourtant obscurément lié à lui.
En mai 1914, Rhaïssa et Mme Mimi décident de partir pour Paris avec les enfants.
La Première Guerre mondiale puis la Révolution russe les privent des subsides qu'envoyait Israël. Rhaïssa s'établit alors couturière et Lilla danse dans un music-hall. Un matin, Ada livre une robe dans la rue où habite Harry, dont la famille a émigré aussi, avec tous ses biens : le reconnaissant de loin, elle en perd l'argent de la commande. Chassée par sa tante, elle accepte alors d'épouser Ben, qui exulte et espère qu'elle finira par l'aimer. Harry de son côté est épris de la belle Laurence Delarcher, mais celle-ci va devoir vaincre les préjugés antisémites de son père banquier. Deux ans plus tard, tandis que Lilla lie son sort à un riche étranger, Ada prend une sorte de plaisir masochiste à rôder sous les fenêtres de Harry, à présent fiancé.
|                                                                                         |  |  |
| Constantin Gorbatov, La Vieille Ville en hiver (1911). Erwin Vollmer, Le Verger (1917). |  |  |

 Trois années ont passé, Harry est marié et père. Un jour, il tombe en arrêt devant deux petites toiles exposées chez son libraire : cette rue désolée sous la neige et ce luxuriant jardin au printemps suscitent en lui de violentes émotions, de confuses réminiscences. Il les achète puis se laisse entraîner par des amis jusqu'à l'atelier de l'artiste. Il avait oublié Ada, mais son embarras le touche. Tous deux passent bientôt des souvenirs aux confidences. Ainsi Harry a-t-il souvent revu Ada en rêve, sans savoir qui elle était : elle le prenait par la main pour l'entraîner quelque part. Le jeune homme tente de faire comprendre à sa femme ce qui le bouleverse dans cette peinture, où il a l'impression de se retrouver. Mais Laurence raille son exaltation et refuse de recevoir Ada, dont elle est jalouse quoiqu'elle la juge aussi insignifiante qu'orgueilleuse.
Harry et Ada deviennent amis, puis amants. Tandis que Laurence envisage la séparation, Ben — devenu agent de change des Sinner — choisit, pour ne pas la perdre à jamais, de laisser Ada vivre sa passion. Elle subsiste en vendant quelques toiles, ou des caricatures aux journaux.
Quelque temps plus tard, alors que Harry se prépare à divorcer pour épouser Ada, Ben resurgit. Il a engagé la maison Sinner dans de frauduleuses opérations financières. Prêt à prendre la fuite, il prédit que Harry sera, lui, incapable d'éviter la prison ou l'opprobre, mais qu'il ne pardonnera pas à sa maîtresse de l'avoir fait renouer avec ses racines de paria. La jeune femme espère que l'influent Delarcher pourra étouffer le scandale. Assurée du soutien de Laurence à son mari si elle-même sort de sa vie, Ada hésite encore à renoncer pour toujours à son amour : un arrêté d'expulsion englobant toute la famille de Ben, puis des nouvelles d'Amérique du Sud où il attend sa mère, la décident.
Dans un bourg d'Europe orientale rempli de réfugiés, Ada accouche aidée d'une voisine qui s'occupera du petit quand elle retravaillera. Persuadée que Harry n'a pas cessé de l'aimer, prenant conscience qu'elle a été heureuse, elle compte sur son courage, son enfant et son art pour continuer à l'être.

## Les personnages
« Ce roman est une histoire de Juifs » : ainsi commence le « prière d'insérer » qu'Irène Némirovsky adresse à son éditeur Albin Michel en avril 1940. Si le titre éclaire les rapports entre les personnages, les trois héros en particulier incarnent différentes facettes ou idées de l'auteure.

### Des héros proches de l'auteur
Chacun des trois protagonistes est à la fois opposé et uni aux deux autres, tout en demeurant solitaire. Ada a grandi avec Ben et l'épouse, mais lui est motivé par l'argent, qui conduit à la reconnaissance sociale, elle par sa quête artistique. Elle n'est pas non plus du même monde que Harry, lui-même isolé dans sa belle-famille. Quant à Harry et Ben, ils sont frères ennemis — chien et loup.

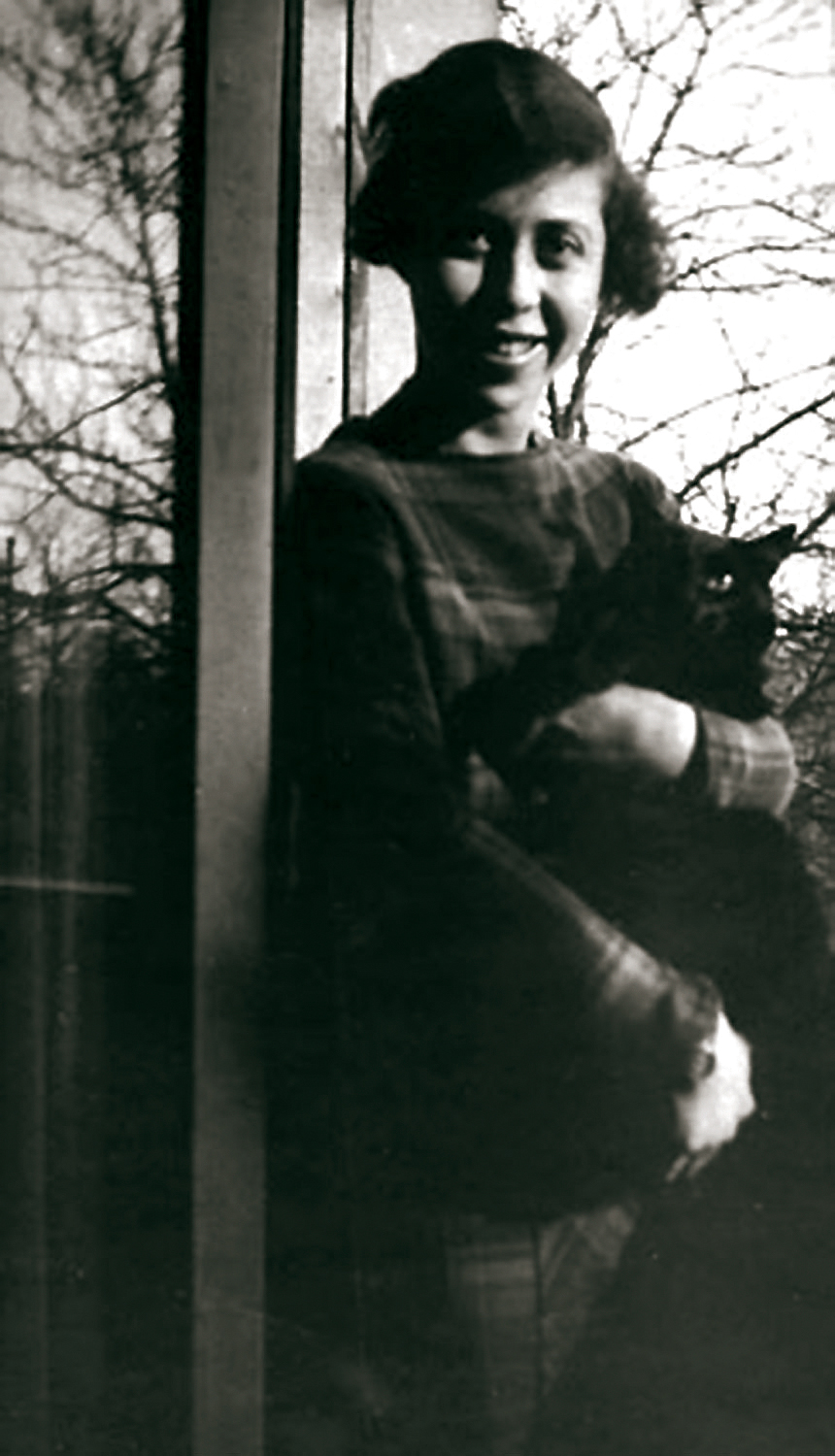
Irène Némirovsky (ici à 25 ans) a mis beaucoup d'elle-même dans le personnage d'Ada.

Ada Sinner présente de nombreux points communs avec Irène Némirovsky, au point de paraître « taillée dans la même étoffe » : née à Kiev à l'aube du siècle, d'un tempérament bien trempé sous des dehors fragiles, adorant son père qui fait des affaires, détestant sa tante (substitut de la mère) qui le lui rend bien. Prise très tôt par sa vocation d'artiste, elle travaille pour des journaux (illustrés) : de même la jeune Irène s'était-elle précocement éloignée des sentiers battus de son milieu pour devenir « l'écrivain de la solitude entêtée », et elle publiait dans des revues. « Si Irène [Némirovsky] a choisi comme héroïne de ce roman une artiste, ce n'est par hasard. » Accoutumée à souffrir, Ada supporte l'exil grâce à sa peinture et à sa passion pour Harry. Elle entre ainsi dans une des deux catégories auxquelles se ramènent selon Jonathan Weiss les personnages juifs de la romancière : ceux qui sont généreux et tirent leurs forces d'une longue et douloureuse histoire de persécutions. La jeune artiste puise toute son inspiration dans le monde juif, tant passé (l'Ukraine de son enfance) que présent (la rue des Rosiers) ; elle n'a pas du tout la foi mais le sentiment ancré de son identité historique et culturelle : « Ada personnifie la judéité latente d'Irène Némirovsky », déclarent Olivier Philipponnat et Patrick Lienhardt,. Susan Rubin Suleiman voit de surcroît dans les choix picturaux de l'héroïne une mise en abyme de ce que son auteure a toujours recherché à travers l'écriture : percer le secret des familles et des couples désunis, des êtres malheureux ou spécialement meurtris par les préjugés, les bouleversements historiques, la difficulté constante de devoir s'adapter.
Harry Sinner, pâle, l'« air faible et maladif », se sent mal à l'aise parmi ses amis français dès lors qu'il a admis « l'ascendant de son côté juif » — portrait qui a dû plaire aux antisémites de l'époque. Harry se sent attiré par Ada moins par passion érotique que par « l'obscur appel du sang », et parce que sa peinture lui fournit une clé pour accéder à son « vrai moi » au-delà du moi social qu'il s'est construit. Issu comme elle d'une bourgeoisie enrichie et occidentalisée depuis deux générations, Harry fait également penser à Irène Némirovsky, surtout en cette fin des années 1930 : parlant russe le moins possible et ignorant le yiddish, il est pétri de culture française, mais découvre avec douleur qu'il reste malgré tout un étranger aux yeux des Français — double exil. Comme elle « il est la quintessence du Juif assimilé », et se sent aussi éloigné des pauvres du ghetto que des spéculateurs véreux, deux extrêmes auxquels l'antisémitisme ambiant réduit le peuple juif. Il hait d'ailleurs en Ben un alter ego excité et grimaçant.
Ben Sinner est le double sombre de Harry. Il a le même physique mais un caractère bien plus volontaire : c'est lui qui compare Harry au chien attendant le châtiment, tandis que lui-même serait le loup aux abois qui rebondit toujours. Le journal d'Irène Némirovsky atteste que ce personnage d'ambitieux lui a d'emblée été inspiré par l'escroc Alexandre Stavisky. Expulsé du territoire pour son implication dans un scandale financier dont l'ampleur comme les conséquences restent floues, Ben entre dans la seconde catégorie de personnages analysés par Jonathan Weiss : ceux dont l'instinct généreux a été dévoyé par la nécessité de s'enrichir, tels David Golder, dont il est une nouvelle version. Toujours en quête d'amour et de reconnaissance, ce mal-aimé qui ne possède rien et ne peut jamais se fixer nulle part évoque le Juif errant. Il est possible aussi que la romancière ait songé à la sauvage noblesse qu'incarne parfois le loup dans la tradition littéraire, notamment le loup famélique et indépendant de la fable de La Fontaine (opposé au chien policé mais servile) : rien ne le prouve toutefois d'après ses carnets de travail et le problème central n'est pas ici la liberté.

### Figures secondaires
La famille d'Ada et Ben repose sur l'activité du père de la petite fille, Israël, aimant quoique très occupé : souple et ferme à la fois en affaires, il est une figure probable — parmi bien d'autres dans son œuvre — du père d'Irène Némirovsky. La tante Rhaïssa est la belle-sœur d'Israël : déclassée par son veuvage, maîtresse femme volcanique et sans tendresse, elle n'est pas sans évoquer la mère détestée de l'auteure. Pour Lilla, son aînée, tous s'accordent à la trouver aussi sotte que belle. Quant au grand-père, intellectuel qui a voyagé, il a dû se faire bijoutier par nécessité. Ada découvre les classiques russes et étrangers dans sa bibliothèque bien avant d'aller déclamer du Racine à l'Alliance française. Le soir il travaille à un essai, Caractère et Réhabilitation de Shylock, « c'est-à-dire à réparer les préjugés ; l'œuvre de sa vie sera jetée au feu par les cosaques » lors du pogrom : le vieillard en perd la raison. Mme Mimi enfin s'agrège à la famille : fine et compréhensive, elle est un archétype fané de l'élégante parisienne qui aurait connu ses heures de gloire à la cour de Pétersbourg.

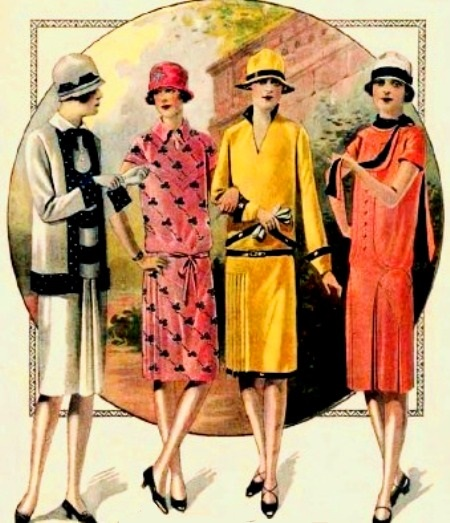
Mode féminine dans les années 1920 : Ada ne peut rivaliser avec les élégantes amies de Harry.

Dans l'entourage de Harry s'impose d'abord l'impressionnant patriarche fondateur de l'empire Sinner en Ukraine, qui a gardé l'accent yiddish, prend soin des enfants lors du pogrom et confie quelques bonnes affaires à Israël : selon Myriam Anissimov, il est représentatif des bourgeois juifs de la première Guilde des marchands, qui avaient obtenu le droit de résider à Kiev. Ses fils Isaac et Salomon, qui ont fait prospérer la banque en Europe, resteront nostalgiques du négoce d'avant 14 et du monde d'avant 17, ce qui laisse les mains libres à Ben pour des spéculations risquées. Les tantes de Harry, élégantes et très snobs, affichent une arrogance due à leur éducation dans le luxe. Sa mère, elle, mère juive maladroite et touchante, est épouvantée à l'idée que son fils retombe dans le ghetto à cause d'Ada. Cette grande bourgeoise, animée par des préjugés de classe et honteuse de ses origines, reflète elle aussi, mais en cela seulement, la mère d'Irène Némirovsky. Pour ce qui est des Delarcher, héritiers d'une vieille banque française, ils n'accepteront jamais vraiment — Laurence comprise — la pièce doublement rapportée qu'est le Juif Harry Sinner. Le père de Laurence présente dans un long monologue intérieur et au terme de circonvolutions hypocrites un « véritable éventaire de l'opinion antisémite ».
De simples silhouettes s'ajoutent à ces deux cercles au fil de l'histoire : les voisins et connaissances du ghetto, les amis mondains et superficiels de Harry, les réfugiés qui entourent Ada à la naissance de son enfant. Sa voisine Rose Liebig, notamment, a été chassée de partout tandis que son mari croupit dans un camp de concentration, et que ses enfants sont éparpillés en Europe. J. Weiss note que la romancière fait de cette bourgade d'Europe orientale le premier lieu où l'héroïne ne se sent plus seule.

### Le sens du titre
En romancière réaliste, Irène Némirovsky cherche toujours à concevoir des « types » sociaux à la Balzac — ce qui, de son point de vue, « signifiait créer des figures contemporaines dans des situations contemporaines, tout en forçant le trait pour mettre en évidence le type ».
La double métaphore du titre reflète une dichotomie sociale et structure tout le roman : les chiens contre les loups. Elle permet de catégoriser les personnages, mais de façon ni figée ni exclusive. Ainsi l'opposition entre le loup-Ben, affamé vulgaire et agité, et le chien-Harry, élégant et raffiné, est-elle nuancée par leur ressemblance physique. De même Ada, que sa farouche indépendance rapproche du loup, aime Harry et non Ben. Or celui-ci cache une grande sensibilité sous ses dehors agressifs, voire un côté « artiste » dans l'échafaudage de ses combinaisons financières. Quant aux oncles de Harry, en laissant carte blanche au jeune aventurier, ils révèlent derrière une façade inoffensive la part de « loup » qui est en eux.

## Un récit personnel
Les Chiens et les Loups n'est pas un roman autobiographique comme Le Vin de solitude, paru en 1935 : Irène Némirovsky s'appuie néanmoins beaucoup sur les souvenirs de son enfance à Kiev. D'autre part elle épouse tout à tour les états d'âme de ses différents personnages, mais en évitant le pathos.

### Lieux et scènes de genre

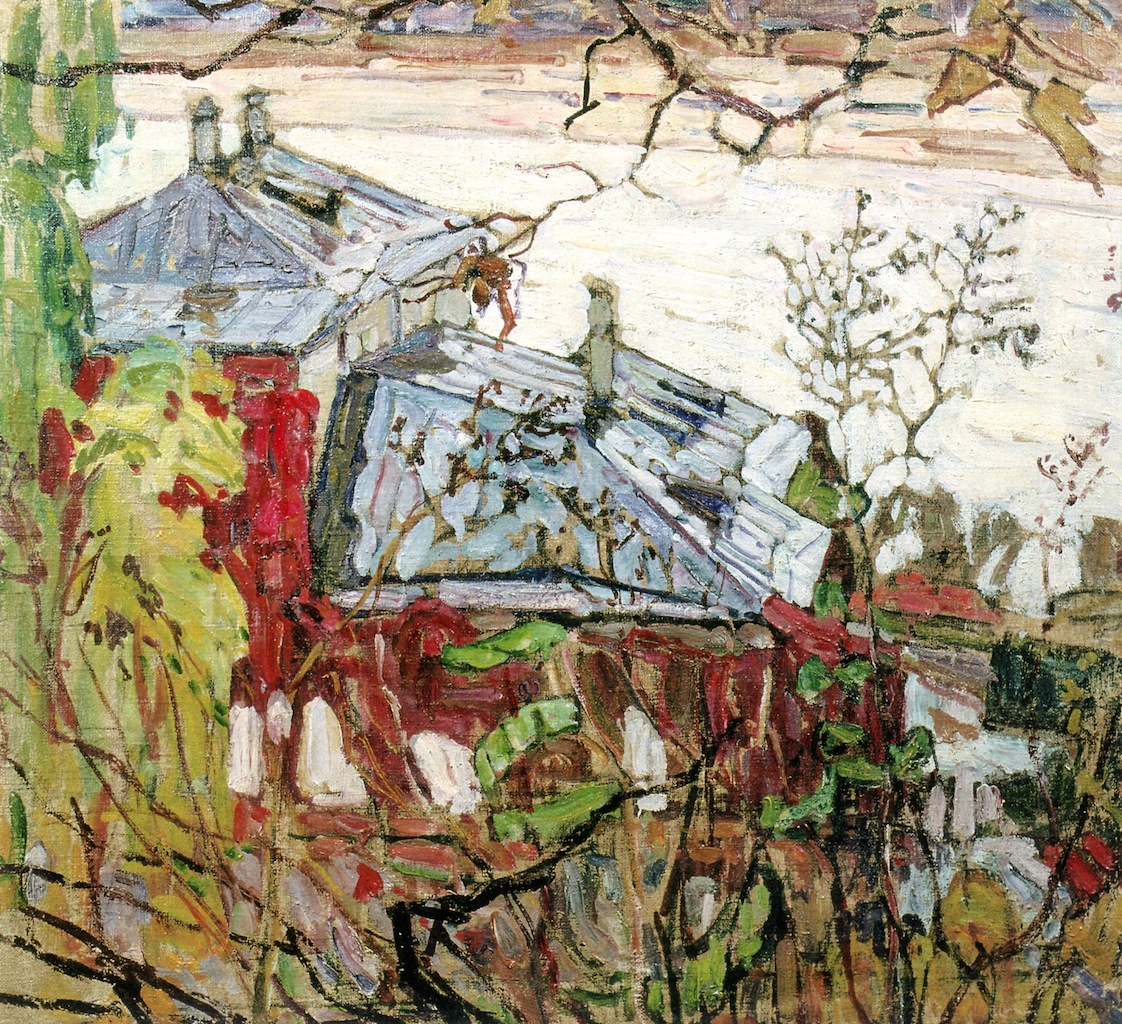
A. Manievich, Le Dniepr à Kiev (1910-1913). Des images de Kiev nourrissent ce roman, et les tableaux de son héroïne.

Le récit s'ouvre sur une description quasi sociologique des trois grands quartiers d'une ville de l'Empire russe. Elle n'est pas nommée mais correspond à Kiev, où l'auteur a vécu ses onze premières années. Némirovsky insiste essentiellement sur les divisions de classe entre Juifs.
La loi de la Russie tsariste assignait les Juifs à des rues ou zones précises, mais « le mérite, l'astuce ou le portefeuille » pouvaient permettre à certains, tels les Némirovsky, de s'implanter dans le quartier résidentiel parmi les hauts fonctionnaires et les aristocrates russes et polonais. Les opulentes demeures de la « ville haute » éblouissent Ada : la grande maison à colonnes des Sinner, défendue par ses grilles dorées et ses vieux tilleuls, fait penser à celle du 11 rue Pouchkine, où Leonid et Anna Némirovsky avaient loué en 1910 un spacieux appartement. Les jardins fleuris et odorants qu'a chantés aussi Mikhaïl Boulgakov étaient le cadre habituel d'Irène enfant. Elle se promenait comme sa petite héroïne dans ces grands parcs verdoyants avec étangs, glaciers et kiosques à musique, qui renforcent l'ancrage réaliste du récit : le square Nicolas, le Jardin botanique, le Jardin du Tsar, le Cercle des Marchands. Même si ce n'est historiquement pas tout à fait juste, la romancière distingue chez les membres de cette caste une fidélité, de l'ordre de la morale sinon de la foi, aux traditions religieuses.
La « ville basse » près du fleuve n'est autre que le ghetto où vivaient les ancêtres de ceux qui se sont embourgeoisés. Dans des taudis s'entassent des enfants dépenaillés et des boutiquiers sordides ne parlant que le yiddish et présentés comme fanatiquement religieux. Irène Némirovsky les dépeint tels qu'elle les a peut-être entrevus parfois, mais surtout tels que les fantasmait sa mère (comme celle de Harry dans la fiction) : une racaille intouchable. Elle prête à chaque Juif d'en bas le rêve de s'élever un jour en passant par la « ville moyenne » : là s'étage suivant ses ressources le reste de la population, et les traditions judaïques y tombent peu à peu. L'usage du yiddish lui paraît l'indicateur très net d'une ascension sociale récente. « Dans la description qu'elle donne de la Kiev juive de son enfance, Irène Némirovsky a discerné le drame vertical qui se jouait entre les exclus et les élus, ceux-ci liés aux premiers par un désagréable instinct de consanguinité. »
Irène Némirovsky se rappelle les artisans, les « dvorniks » (concierges), les « maklers » (courtiers), les étudiants en casquette et chemise russe, les « Juifs observants à chapeau de fourrure et lévite ». Elle retrace des scènes de rue, des idylles furtives dans les parcs. Les parfums entêtants des fleurs ont marqué la mémoire olfactive de l'enfant déjà asthmatique qu'elle était, et son héroïne les trouve presque étouffants. La romancière a écarté un épisode chez une célèbre modiste parisienne de la ville ; elle imagine en revanche les festivités de l'Alliance à partir d'une fête de charité au « Home français », où vers l'âge de huit ans elle avait récité une tirade de L'Aiglon d'Edmond Rostand.

### Narration, style et registres
La narration suit la chronologie de la fiction, qui s'étale sur environ vingt-cinq ans, sans dates précises hormis le départ de la famille pour la France juste avant la Grande Guerre. Les trente-trois chapitres, de quelques pages chacun, sont séparés par des ellipses plus ou moins longues. Ils commencent souvent par une indication temporelle (« Un jour… », « Deux ans plus tard… », « Harry et Laurence étaient mariés depuis plus de trois ans… »), ou encore « in medias res » (« Il vaut mieux nous séparer, dit Laurence. », « Ada descendit en courant derrière lui… »), plongeant le lecteur dans une scène nouvelle.
Le récit est fait à la troisième personne par un narrateur extérieur à l'histoire et omniscient. Toutefois pour mieux faire partager au lecteur les réflexions et sentiments des personnages, même secondaires, il glisse sans cesse en focalisation interne. Grâce notamment au monologue intérieur et au discours indirect libre, Irène Némirovsky multiplie les points de vue pour s'approcher au plus près de chacun des personnages : elle maintient avec certains une distance ironique (les tantes, la mère de Harry) et semble entrer en empathie avec ceux qui souffrent ou expriment quelque chose d'elle. Elle n'explicite pas davantage son point de vue, assumant le risque d'ambiguïté inhérent à ce « refus du jugement narratif » : s'agissant en tout cas des protagonistes, une vision négative est toujours contrebalancée par un regard contraire ou plus subtil.
Némirovsky adopte « par moments le ton de l'analyse sociologique », quand elle décrit la stratification de la ville ou les us et coutumes de ses habitants juifs. Comme dans Le Vin de solitude et comme son héroïne Ada dans l'histoire, elle peint des scènes propres à émouvoir fortement le spectateur, mais « dénuées de toute sentimentalité ». Si les tableaux pittoresques issus de l'enfance occupent le premier tiers du livre, les décors parisiens sont dans la suite à peine esquissés. Le vécu de l'auteur a pu lui fournir néanmoins quelques scènes qu'elle traite sur le mode de la satire, comme la visite des amis de Harry à l'atelier d'Ada, les soirées mondaines auxquelles il l'emmène plus tard, ou encore l'accouchement très douloureux de l'héroïne,.
Entre le printemps et l'été 1938, travaillant en parallèle à un autre roman de la même veine, Némirovsky réaffirme pour elle-même le style qu'elle veut retrouver : « phrases brèves et dures. […] que le livre, quoique court, paraisse bourré à éclater », avec de nombreux dialogues qui comme les monologues intérieurs puisent à l'occasion dans le registre familier.

## Thèmes essentiels
Les Chiens et les Loups, précise Irène Némirovsky, est une histoire « non pas de Juifs français, mais de Juifs venus de l'Est, d'Ukraine ou de Pologne [… et] qui, pour toutes sortes de raisons, ne pouvait arriver qu'à des Juifs ». Quoique n'ayant jamais renié ses origines ashkénazes, la romancière n'en avait connaissance qu'à travers sa famille, qui s'en était éloignée une fois fortune faite. Aussi, plus qu'une langue, des coutumes ou des rites religieux qui ne lui sont pas familiers, elle cherche à rendre un vécu. Elle attribue à ses héros une forme particulière de sensibilité, et semble se rapprocher d'une communauté marquée par la souffrance.

### Rêves et ambition
Les Chiens et les Loups tourne autour d'un des deux thèmes centraux de l'œuvre de Némirovsky, « magistralement traité » ici comme dans David Golder ou Le Bal : « l'ascension sociale et le désir d'intégration de pauvres Juifs de l'Est qui s'enrichissent à force d'ambition […] et de manière plus générale l'existence fiévreuse d'« étrangers » marginalisés, toujours en porte à faux par rapport à la société bourgeoise française à laquelle ils aspirent d'appartenir ».
« Pour la première fois le sujet juif [du] livre n'est pas un homme d'affaires mais une artiste. » Le monde des affaires, plus ou moins douteuses, fournit comme très souvent chez Irène Némirovsky la toile de fond, mais les protagonistes ne sont pas attachés à l'argent. Harry, qui en a toujours eu, n'est pas doué pour en gagner et trouve indigne d'y mêler les sentiments. Ben lui reproche ces « simagrées d'Européen […] Ce que vous appelez succès, victoire, amour, haine, moi, je l'appelle argent ! ! ». C'est que pour Ben, l'argent amène la reconnaissance : il sait qu'il lui faut vaincre les autres et faire fortune pour accéder, plus qu'à la sécurité, à l'existence même. Il correspond à une opinion qu'Irène Némirovsky exprimait ailleurs : « Un Juif aime dans l'argent le symbole de ce qu'il pourrait faire. » Ada, elle, quoique éblouie enfant par le luxe des Sinner, n'accorde aucune importance à l'argent ; elle refuse même que son amant lui en donne, parce qu'elle redoute les chaînes d'un confort bourgeois qui risque en outre de lui être arraché.
L'argent n'est donc pas une fin en soi pour les héros, mais tout au plus un moyen d'atteindre un idéal. Ada a peut-être un vrai talent de peintre, Lilla l'étoffe d'une actrice : le narrateur porte-parole de l'auteure juge « caractéristique de l'esprit juif » qu'Israël les laisse partir si loin tenter de réaliser un rêve. Les protagonistes se reconnaissent eux-mêmes une manière d'aimer, de désirer, obstinée, voire excessive. Irène Némirovsky fait ainsi dire à son héroïne : « Nous sommes une race avide, affamée depuis si longtemps que la réalité ne suffit pas à nous nourrir. Il nous faut encore l'impossible. » « Riches ou pauvres, persécutés ou parvenus, les Juifs dans l'œuvre d'Irène Némirovsky seront à jamais des « rêveurs du ghetto » », résument Philipponnat et Lienhardt.

### Indésirables partout

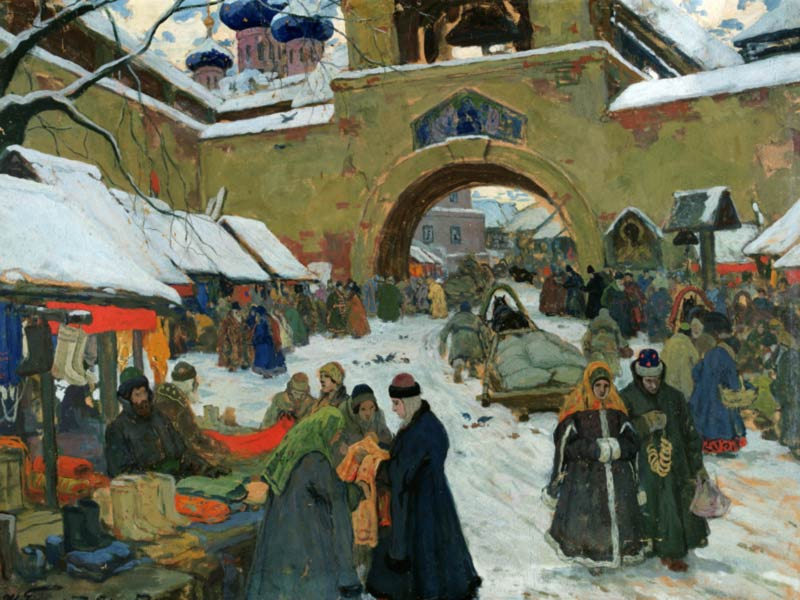
I. Goryuchkine, Jour de marché dans la vieille ville (1910). Aucun des personnages n'a la nostalgie d'une Ukraine orthodoxe hostile.

Irène Némirovsky avait deux ans et demi lors des pogroms de 1905 à Kiev et Odessa (berceau de sa famille paternelle) : le 18 octobre, elle a été cachée sous un lit, une croix orthodoxe au cou, par la cuisinière russe de ses parents. Elle se fonde plus tard sur les récits familiaux pour reconstituer cette vague de barbarie dans Les Chiens et les Loups. Trois chapitres relatent le pogrom en jouant sur le contraste entre le point de vue naïf d'Ada et la brutalité des faits.
Les adultes du shtetl ont senti monter la menace, dont la périodicité semble dépendre de facteurs irrationnels (canicule, famine, événements princiers…). Durant une semaine, pillages, viols ou meurtres demeurent sporadiques ; les enfants ne sortent plus, on les fait dormir à demi vêtus ; et chaque soir enfle l'excitation d'une foule qui vocifère des injures en cassant des carreaux. L'arrivée de la troupe déclenche les pires violences : Ada et Ben les entendent du grenier avant d'en être les témoins en fuyant le ghetto. Cris de haine et son des cloches couvrent les hurlements et les appels au secours, tandis qu'on massacre sous la conduite de popes fanatiques et de cosaques au galop… La fureur retombe en quelques jours. « Rien de plus émouvant dans ce livre, estime Jonathan Weiss, que la description du pogrom où les hymnes patriotiques et les chants religieux de la foule ukrainienne deviennent « une sauvage, une inhumaine clameur » qui terrorise les deux enfants. »
Au fond, la France ne s'avère guère plus hospitalière. Ada, qui n'a jamais enfreint la loi, est enveloppée dans l'arrêté d'expulsion visant son mari. Bien qu'artiste de talent et installée depuis longtemps à Paris, elle est considérée comme une « étrangère indésirable ». Dans son dernier asile, où s'entraident des réfugiés juifs et apatrides, l'héroïne entend parler de camps de concentration : à cette date, Irène Némirovsky peut redouter mais pas plus que quiconque imaginer le sort réservé bientôt aux Juifs d'Europe,,.

### Le sentiment d'appartenance
Dans ce qui aura été son ultime roman « juif », Irène Némirovsky a exprimé comme dans les autres sa conscience aiguë de la gêne, voire de la hantise, que suscitait chez certains Juifs de la haute société le contact avec leurs coreligionnaires pauvres et immigrés de fraîche date. Les protagonistes du roman, sans souffrir d'être exilés loin de leur pays natal antisémite, n'en sont pas moins en quête de leur peuple et de leurs racines.

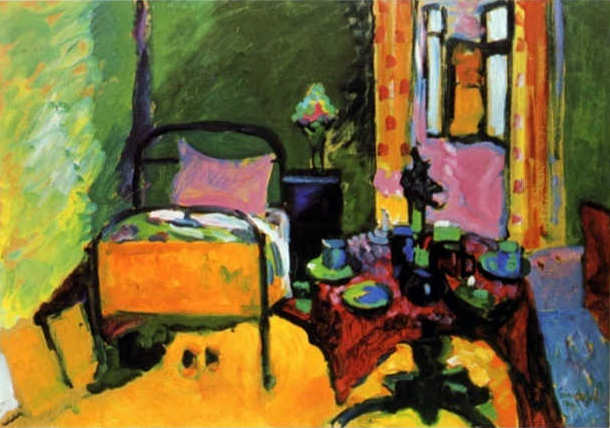
Kandinsky, La Chambre (1909). Ada espère être enfin à l'abri dans sa petite chambre de réfugiée.

Ada nourrit son œuvre de ses souvenirs et cherche une esthétique qui soit à même de rendre la réalité qu'elle a vécue au sein de l'Empire russe comme son appartenance au peuple juif. Sa peinture aide Harry à réaliser qu'il s'était coupé de sa propre vérité en oubliant ses racines populaires et surtout juives : « Nos racines sont là-bas… — Vous voulez dire : en Russie ? — Non. Plus loin… Plus profond… » Harry accomplit grâce à son amour pour Ada un voyage spirituel qui le fait évoluer de la méconnaissance à l'acceptation de sa judéité. Pour Ben, le mythe du Juif errant — revivifié par la droite antisémite des années trente — sert implicitement à en faire le dépositaire conscient de toute la mémoire d'un peuple, dont il sent en lui des traces, un savoir obscur. La fin de l'histoire, qui est un hymne à la solidarité juive notamment féminine, lui donne aussi raison sur un point : un passé commun de misère ou d'humiliation « crée une solidarité qui ne s'oublie pas, non pas celle de la race, non pas celle du sang, mais des larmes versées ».
Pour les personnages, le sentiment d'appartenance se fonde donc moins sur une filiation ou un héritage religieux et culturel que sur un vécu, « un passé commun, une histoire partagée et surtout des siècles d'oppression ». En définitive, selon J. Weiss, « l'essence de l'identité juive se trouverait […] dans la solidarité, la création artistique et l'espoir que seul un enfant peut représenter pour l'avenir ». Le sort curieusement optimiste que la romancière réserve à son héroïne semble faire écho à une phrase recopiée dans un de ses carnets sans mention de sa source : « La forme de désespoir particulière au judaïsme comporte, en soi, une espérance formelle… ».
Que son double romanesque exhibe ses racines russe et juive est en tout cas le signe d'une mutation intime d'Irène Némirovsky. Si celle-ci n'avait jamais cherché à occulter ses origines, elle ne les revendiquait pas non plus : ici, elle diffracte à travers ses héros non seulement sa vision subjective des Juifs mais les nuances de sa propre évolution quant au fait de se sentir juive, .

## Une rupture dans l’œuvre d'Irène Némirovsky
Les circonstances de la Seconde Guerre mondiale font que la parution du roman Les Chiens et les Loups ne rencontre que peu d'écho. C'est depuis la redécouverte de Némirovsky dans les années 2000 que les stéréotypes sur les Juifs qu'il contient comme les précédents ont pu alimenter le débat sur le supposé antisémitisme de l'auteure. Pour les spécialistes de son œuvre, ce roman, au-delà d'ambiguïtés apparemment calculées, révèle plutôt qu'elle mesurait de plus en plus clairement la situation du peuple juif. Elle s'y distancie en tout cas nettement, à travers l'écriture, des clichés méprisants sur les Juifs.

### Rédaction et première réception

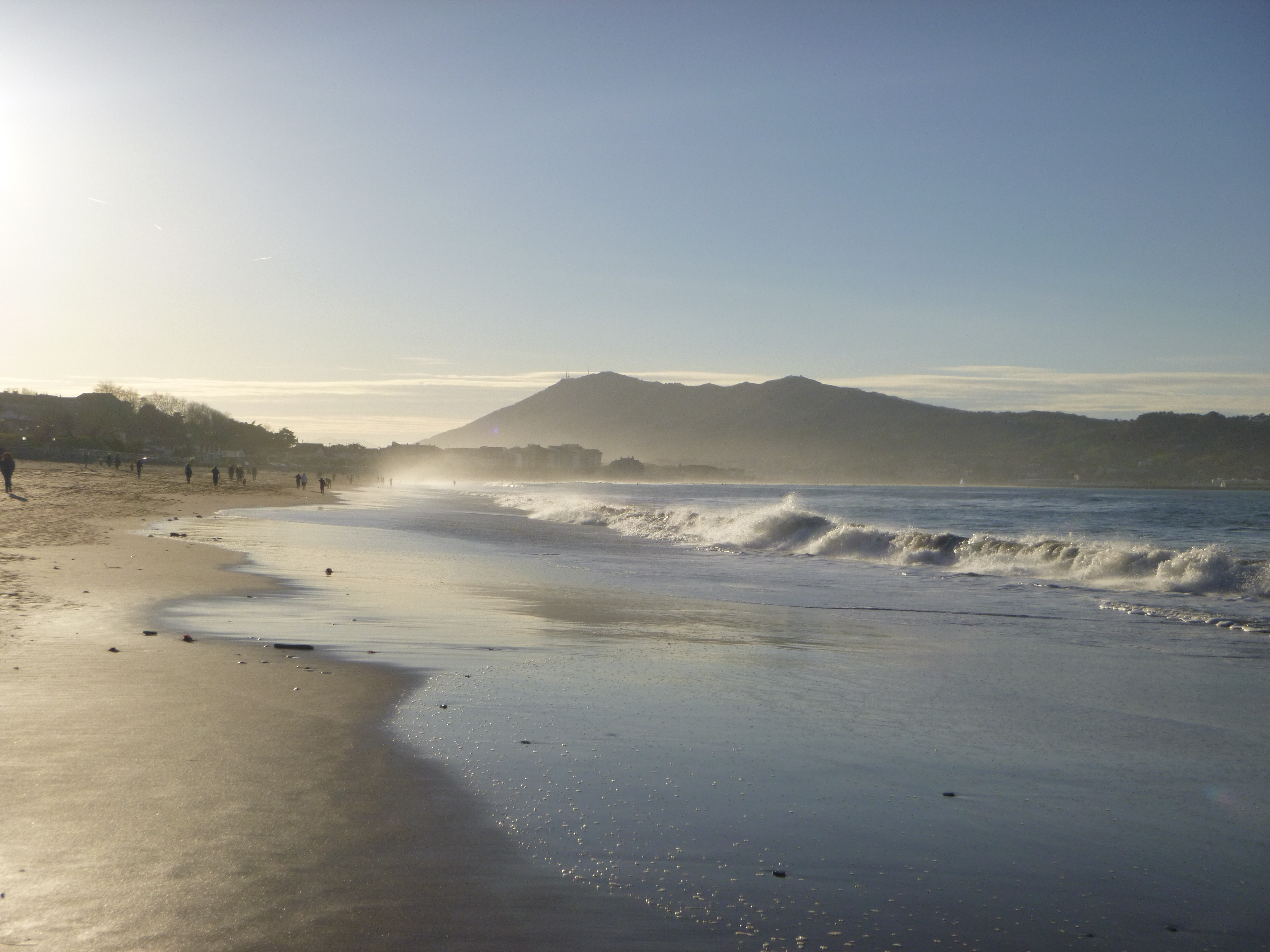
La grande plage d'Hendaye, où I. Némirovsky séjourne encore en famille l'été 1938 et l'été 1939.

Durant l'été 1938, qu'elle passe comme souvent en famille au Pays basque, Irène Némirovsky achève Le Charlatan, dont le héros est un aventurier Levantin, escroc cynique, parvenu assoiffé d'amour. En parallèle, abandonnant le projet ambitieux et provocateur d'un roman intitulé Le Juif, elle ébauche déjà « la version juive du Charlatan ». Elle projette dans son journal de travail « l'histoire d'une famille de juifs russes — oui, toujours ! — où il y ait un fils qui devienne Stav[isky] », et elle l'appelle provisoirement Enfants de la nuit. Le récit trouve peut-être son origine et son titre à venir dans une note du journal de mai : « Peindre les loups ! Je n'ai que faire des animaux en tribu, ni des animaux domestiques. Les loups, c'est mon affaire, mon talent. » Philipponnat et Lienhardt pensent qu'en outre Les Quarante Jours du Musa Dagh de Franz Werfel, qui a laissé sur elle une forte impression et qui anticipe en 1933 une parenté entre le génocide arménien et la montée du nazisme, compte parmi les sources inconscientes de son nouveau roman.
Irène Némirovsky poursuit la rédaction à l'automne 1938 puis au début de l'année suivante, tout en multipliant les travaux alimentaires (conférences, « causeries » littéraires, nouvelles), tandis que Deux, présenté comme son premier roman d'amour, remporte un grand succès, et que Les Échelles du Levant sort en feuilleton dans Gringoire entre mai et août 1939. Le titre définitif semble s'être imposé fin janvier 1939 à la romancière : « Les chiens et les loups pris entre les ténèbres et les flammes de l'enfer », notait-elle le 24.
Irène Némirovsky passe alors chez Fayard, dont l'hebdomadaire nationaliste Candide tire à plus de quatre cent mille exemplaires et qui lui offre 34 000 francs. Les Chiens et les Loups paraît en feuilleton dans Candide entre le 11 octobre 1939 et le 17 janvier 1940, soit pendant la drôle de guerre. Albin Michel, qui y voit une œuvre maîtresse de la romancière, l'édite en volume début avril 1940, quelques semaines avant l'offensive de Hitler contre la Belgique et les Pays-Bas. Ce contexte dramatique explique que le roman passe quasiment inaperçu de la critique, bien qu'il se vende à dix-sept mille exemplaires, soit réimprimé dès le mois d'octobre, et même, par autorisation spéciale, en février 1942.
Pierre Lœwel en fait pour Gringoire une lecture antisémite enthousiaste, considérant le personnage de Ben comme l'incarnation d'un rêve impossible d'assimilation et de bonheur « à la française » : « Les tourments de l'âme juive, l'insatisfaction perpétuelle qui la stérilise, ce goût morbide de l'argent, sont traités par Mme Irène Némirovsky de main de maître », écrit-il. La revue Conférencia publie en mai 1940 plusieurs passages de ce « roman de mœurs juives ». Charles Cestre, correspondant à Paris du New York Times, parle en termes élogieux d'une œuvre qui « appartient à la grande littérature par la simplicité de sa conception [et sa] profonde sensibilité ».

### Les clichés habituels?
Irène Némirovsky reprend dans Les Chiens et les Loups les stéréotypes plus ou moins péjoratifs déjà présents dans David Golder ou d'autres de ses romans.

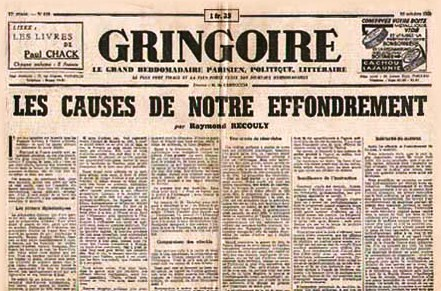
Dans le no du 25 avril 1940 de Gringoire, Pierre Lœwel prend les clichés du roman au premier degré.

Myriam Anissimov estime que la romancière « ignorait tout de la spiritualité juive, de la richesse, de la diversité de la civilisation juive d'Europe orientale ». Et elle énumère pour mémoire dans sa préface à Suite française les lieux communs qui tombent de la plume d'Irène Némirovsky dans ses romans « juifs » : particularités physiques nombreuses et déplaisantes, traits de caractère comme la pugnacité mais aussi l'hystérie, atavisme de l'âpreté au gain ou de l'habileté au commerce, types opposés de façon simpliste (le riche bien assimilé et le miséreux assoiffé de réussite), etc. Jonathan Weiss, pourtant moins critique que pour David Golder, concède « que l'on retrouve dans Les Chiens et les Loups les mêmes stéréotypes de juifs qu'Irène avait employés dans d'autres romans ». Même l'héroïne, comparant son mari et son amant, les ramène à un cliché : « souffreteux, intelligent et triste. »
Némirovsky évoquait en préparant ce livre « l'éternel fond juif passant dans […] l'intellectuel français et l'artiste ». Au nom d'une vérité dont elle admet d'ailleurs le caractère subjectif, elle attribue à plusieurs personnages des traits physiques, moraux ou sociaux qui semblent puisés dans le réservoir des poncifs antisémites de l'entre-deux-guerres. Et ainsi qu'elle l'avait fait pour défendre son roman David Golder, souvent lu comme un portrait-charge, elle se contente de déclarer dans son « prière d'insérer » « qu'il n'est pas de sujet "tabou" en littérature », et qu'elle peint le peuple juif, du ghetto à la finance, tel qu'elle l'a vu, « tel qu'il est, avec ses qualités et ses défauts ».
C'est peut-être son propre sentiment qu'Irène Némirovsky prête à son héros Harry : « Comme tous les Juifs, il était encore plus vivement, plus douloureusement scandalisé qu'un chrétien par des défauts spécifiquement juifs », car il craint que cela ne porte atteinte à sa propre image — pour autant, il ne supporte bientôt plus qu'on (sa femme) dise du mal des Juifs. La romancière, avance Susan Suleiman, « avait une conscience aiguë de la gêne que le contact avec les Juifs pauvres et non assimilés inspirait à certains Juifs de la haute société, qui avaient réellement peur de retomber dans le ghetto ». Tout en sachant qu'une communauté plus que jamais persécutée pourrait lui reprocher de ne pas uniquement « glorifier [ses] vertus et pleurer sur [ses] malheurs », l'auteur espère que cela n'entraînera pas de généralisation, ni ne masquera sa sympathie.
L'universitaire américaine rappelle d'ailleurs que la figure du Juif pouilleux, assortie de stéréotypes variés, est un topos de la littérature juive comme non juive depuis la fin du XIXe siècle. Elle fait remarquer que, dans ce texte-ci comme déjà dans d'autres, Némirovsky évoque de façon sordide les milieux juifs pauvres orthodoxes non pour les stigmatiser, mais pour dénoncer leur profonde misère.

### Caricature des préjugés antisémites

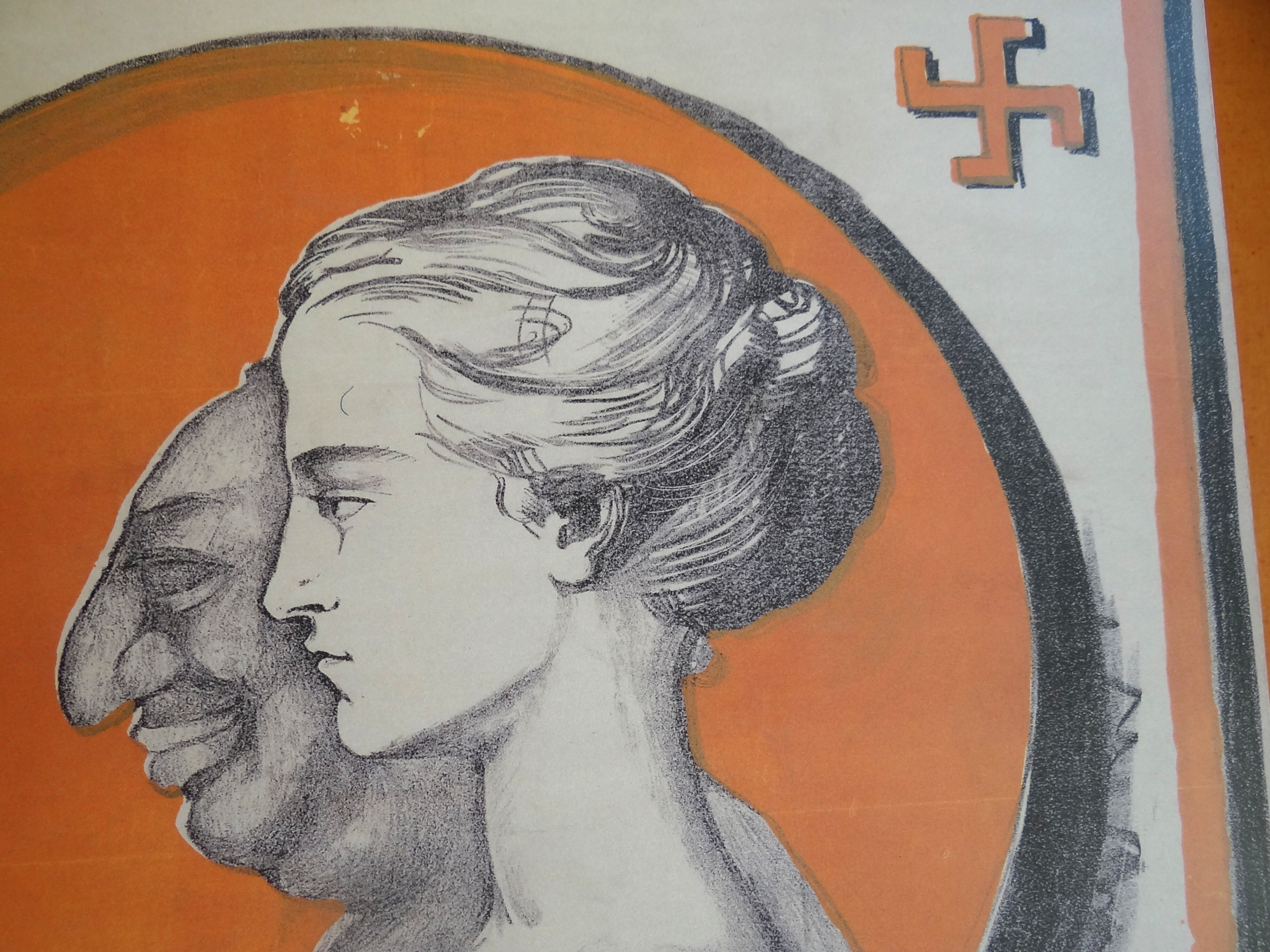
Propagande allemande contre les mariages mixtes (années 1920). Delarcher redoute l'union de sa fille avec un de ces Juifs qu'il exècre.

Du haut en bas de l'échelle sociale, les Juifs sont dans cette histoire la cible d'un antisémitisme que l'auteure discrédite grâce aux subtilités de l'écriture : elle prend soin en effet de bien distinguer les jugements portés sur eux-mêmes par les héros de ceux d'autres personnages clairement désignés comme antisémites.
Les voisins de Ben et Ada par exemple se méfient d'eux, de leur façon de manger, de leur origine suspecte. Le banquier Delarcher surtout, dans son long monologue intérieur, offre tout l'éventail des clichés et des peurs antisémites des années 1930. Xénophobe, il préférerait encore marier sa fille à un Latin plutôt qu'à un « Slave, Levantin, Juif » ; il n'éprouve que répulsion pour « cette tribu », ces Sinner « au teint huileux », à la « démarche silencieuse comme celle des chats », au « petit sourire ironique et angoissé particulier à ceux de leur race » ; il hait leur snobisme, leurs femmes couvertes de bijoux, et surtout leur immense fortune aux « attaches internationales », « aux frontières mouvantes », issue de « quelque échoppe de revendeur, quelque usurier qui prêtait à la petite semaine » mais parvenue à un « pouvoir occulte »,. Laurence elle-même soutient que son mari n'a rien à voir avec « ces hommes étranges [aux] boucles sur les joues » peints par Ada. Mais elle lui reproche comme à eux « un côté hystérique […] extrêmement déplaisant », et à la jeune artiste un « mélange d'insolence et de servilité spécifiquement juif ».
Dans tous ces passages, Irène Némirovsky use habilement des intrusions du narrateur au milieu des dialogues, du discours indirect libre, des points de suspension : par le second degré elle fait en sorte que les propos se contredisent ou se dynamitent d'eux-mêmes, que sautent aux yeux l'incohérence et la mauvaise foi, qu'apparaisse l'absurdité des stéréotypes. « Pour la première fois dans son œuvre, affirme Jonathan Weiss, le discours antisémite est miné de l'intérieur. »

### Des ambiguïtés assumées
Pour Myriam Anissimov, les préjugés antisémites « cruels et péjoratifs » que Némirovsky semble faire siens révèlent une terrible « relation de haine à soi-même ». Jonathan Weiss, lui, pense que la romancière a intériorisé des clichés négatifs qui au fond la révulsent, et qu'elle les projette dans son œuvre tout en tâchant d'inventer une autre image, spécialement dans Les Chiens et les Loups. Il souligne que l'histoire s'y clôt sur la naissance d'un enfant « sans aucun trait connu », affranchi des stéréotypes. Angela Kershaw, dans son étude sur Némirovsky, récuse l'idée qu'elle aurait été en proie à la haine de soi en s'appuyant notamment sur ce roman-ci.
Elle explique que la romancière, soucieuse de « rencontrer » un large lectorat, parie dans les années trente sur la « mode russe » lancée par exemple par Kessel, puis même sur un certain climat antisémite : « consciente de vendre de l'"âme slave" ou de l' "inassimilabilité" juive », elle exploite les préjugés des lecteurs français, les renvoyant à leurs attentes réductrices sur les Slaves, les Juifs, les Levantins, afin de les tourner en dérision. Ainsi lorsque les snobs qui accompagnent Harry à l'atelier d'Ada trouvent à celle-ci quelque chose de profondément dostoïevskien, et à sa peinture un côté authentique et barbare. L'examen des carnets de travail d'Irène Némirovsky prouve que ces « ambiguïtés » « résultent de risques calculés ». Angela Kershaw rappelle que l'auteure « ne pose aucun jugement sur ses personnages, eux-mêmes ballottés entre des clichés contraires », et montre que c'est précisément dans Les Chiens et les Loups qu'elle systématise cette posture. Les personnages y sont particulièrement complexes, « ni russes, ni juifs, ni français, ni chrétiens, mais tout à la fois », ce qui fait vaciller la notion même d'identité, et évite l'idéalisme comme la récupération idéologique.
Le roman Les Chiens et les Loups marque donc un tournant dans la façon dont Irène Némirovsky exploite les stéréotypes antisémites récurrents dans son œuvre. Par le biais de la narration, elle les dépouille plus ouvertement de toute dimension hostile, et cherche avant tout à élucider ses propres rapports à la judéité.

## L'écho d'une inquiétude profonde
Le contexte en cette fin des années 1930 est à un formidable essor de la propagande antisémite et à un durcissement du statut des étrangers présents sur le territoire français. Aussi Irène Némirovsky se hâte-t-elle de relancer une procédure de naturalisation. Dans le même temps elle se convertit au catholicisme avec son mari et ses filles. Son roman Les Chiens et les Loups est porteur de ses inquiétudes croissantes durant cette période où elle s'interroge sur la protection à attendre du peuple français. Elle s'efforce d'y décrire les dilemmes que pose aux Juifs l'assimilation.

### Naturalisation refusée

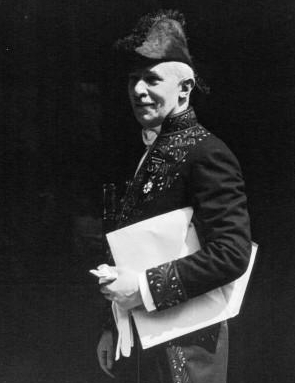
La caution de l'académicien André Chaumeix ne permet pas la naturalisation d'Irène Némirovsky.

En 1930, pressentie pour le prix Goncourt, Irène Némirovsky avait ajourné sa demande de naturalisation, qui lui en aurait facilité l'attribution mais aurait risqué d'entacher la sincérité de sa démarche auprès de son pays d'adoption.
Le 23 novembre 1938, Irène et Michel Epstein (son mari) déposent une nouvelle requête à la préfecture de police, accompagnée de lettres de recommandation. Pour elle se portent garants deux sommités du monde littéraire : Jean Vignaud, critique dirigeant Le Petit Parisien, et André Chaumeix, académicien et directeur de la Revue des Deux Mondes, qui loue le talent original et vigoureux d'Irène Némirovsky. Or le gouvernement a déjà pris des mesures visant à limiter l'accès à la nationalité française pour les réfugiés, apatrides et autres « étrangers indésirables ». La procédure ne semble pas d'abord en mauvaise voie mais s'enlise jusqu'à la déclaration de la guerre, peut-être parce que Michel Epstein n'a pu se procurer leurs extraits de naissance — que sa femme fasse partie du paysage littéraire français n'y change rien.
Fin août 1939, l'annonce du pacte germano-soviétique fait s'envoler les dernières chances pour Irène et Michel Epstein, ressortissants russes, d'obtenir leur naturalisation. Une nouvelle lettre, présentant Irène Némirovsky comme « une femme de lettres de grand talent » et destinée cette fois à la presse et aux autorités par leur ami l'éditeur Albin Michel, ne suffit pas à débloquer le dossier.

### Baptême d'Irène Némirovsky
Comme le remarquent tous ses biographes, la rédaction du roman Les Chiens et les Loups coïncide avec la conversion au catholicisme d'Irène Némirovsky. Elle se fait baptiser avec son mari et ses deux filles le 2 février 1939 en la chapelle de l'abbaye Sainte-Marie, dans le 16e arrondissement : plus que par précaution en ces temps incertains, elle semble l'avoir fait pour des raisons spirituelles.
D'après la gouvernante de ses filles, Irène Némirovsky se serait convertie par crainte des conséquences à terme de l'antisémitisme et du nazisme. Elle ne pouvait toutefois s'illusionner sur le rempart que constituait un simple certificat de baptême contre ceux pour qui la question juive n'était pas religieuse mais raciale,. Jonathan Weiss pense que sa conversion est l'aboutissement de son rejet des pratiques juives, d'un certain engouement pour les rites et la morale du christianisme, dans le vide spirituel ambiant dont Le Charlatan se fait l'écho. Philipponnat et Lienhardt tempèrent un peu : Irène Némirovsky connaissait et mettait en œuvre les valeurs de l'Évangile comme le mépris des vanités ou la charité, mais elle n'a jamais manifesté d'angoisse religieuse ni métaphysique. Et si elle avait pour ami un abbé, elle n'était pas portée à la piété, ayant en outre un très mauvais souvenir des processions orthodoxes annuelles à Kiev. Face à la « montée des périls » de la fin des années 1930, le processus de sa naturalisation étant au point mort, la conversion d'Irène Némirovsky trahit plutôt selon eux « un besoin évident de consolation » que son éducation ne l'avait pas habituée à chercher dans le judaïsme. Elle pousse au baptême son mari et leurs filles aussi pour tenter de les protéger.
Paradoxalement, c'est au moment où elle s'en éloigne par son baptême que la romancière paraît renouer plus profondément avec ses origines et porter sur la communauté juive un regard qui n'est plus du tout équivoque,. Pour Philipponnat et Lienhardt, le Nouveau Testament offre comme un accès à l'Ancien, et permet aux convertis de retrouver précisément leurs racines religieuses et culturelles : ceci explique peut-être que Sinner (« pécheur » en allemand) soit le nom choisi pour cette famille judéo-russe qui aspire à l'assimilation — sorte de trahison — tout en se faisant rattraper par ses origines. En 1934 déjà, Irène Némirovsky affirmait dans une revue : « Les événements immenses tels que guerres et révolutions ont pour premier effet, terrible et admirable, d'abolir en nous l'individuel, le particulier, et de faire remonter à la surface de l'âme le fond héréditaire, qui s'empare tout entier de l'être humain ».

### Identité juive et assimilation
« Vers la fin de la décennie, tout en étant spirituellement chrétienne, Irène semble devenir particulièrement sensible au passé du peuple juif et surtout à sa souffrance », ce qui fait de son roman Les Chiens et les Loups « l'exploration la plus ample et explicite des identités juives dans la France chrétienne ».
En février 1937, la romancière mettait déjà en scène dans une nouvelle intitulée Fraternité deux Juifs portant le même nom qui se rencontraient par hasard sur un quai de gare : l'un, émigrant pauvre en butte aux persécutions, y fait à l'autre, grand bourgeois parfaitement intégré à la société française, une sorte de leçon d'histoire juive et de courage. Christian Rabinovitch, bourgeois raffiné qui annonce le personnage de Harry, prend alors brutalement conscience de son identité culturelle profonde, de sa parenté historique avec son homonyme, et des périls qui peuvent l'atteindre lui-même. Ce récit, dépouillé de tout cliché hormis quelques traits physiques, marque qu'Irène Némirovsky a pris la mesure de la complexité et de la fragilité de la situation des Juifs en Europe.
Trois ans plus tard Les Chiens et les Loups, prolongeant aussi Le Maître des âmes, Le vin de solitude ou même David Golder, montre des personnages partagés entre ambition et ironie, vis-à-vis d'eux-mêmes comme des non-Juifs : chacun est clivé — d'où leur malaise existentiel — entre fierté d'être soi et besoin de n'être plus perçu comme étranger. Ainsi Ada ou Ben, tout en déplorant la méfiance dont ils font l'objet ou leur sort de parias, portent à l'occasion un regard sévère sur eux-mêmes, mais n'en jugent pas moins les Français et leurs mœurs avec une lucidité mêlée d'amusement. L'héroïne, telle l'Hélène du Vin de solitude, aime profondément la France tout en revendiquant de ne pas lui appartenir totalement : de son point de vue, ce sont les Français qui sont des étrangers, et elle nourrit son art « du sentiment de distance et de différence ». Entre deux définitions de la judéité, l'une biologique, l'autre culturelle, Irène Némirovsky opte pour l'héritage culturel, auquel s'ajoutent les vicissitudes d'une longue histoire. Ce roman « affirme l'inéluctable résurgence du caractère juif chez l'assimilé et le christianisé, ce "sentiment obscur et un peu effrayant de porter en soi un passé plus long que celui de la plupart des hommes" », ce sixième sens qui s'appelle zakhor,.
« En somme, notait Irène Némirovsky dès 1936 dans le journal de travail de Fraternité, je démontre l'inassimilabilité ». Bien que ce thème n'ait pu que conforter dans leurs préjugés les antisémites de l'époque, il traduit le questionnement personnel de l'auteur, en tant que femme « aux prises avec les problèmes d'identité et d'appartenance juives ». Pour elle, et surtout dans un contexte menaçant, « le facteur déterminant de l'inassimilabilité juive n'était ni la sociologie ni la biologie, mais l'histoire »,.

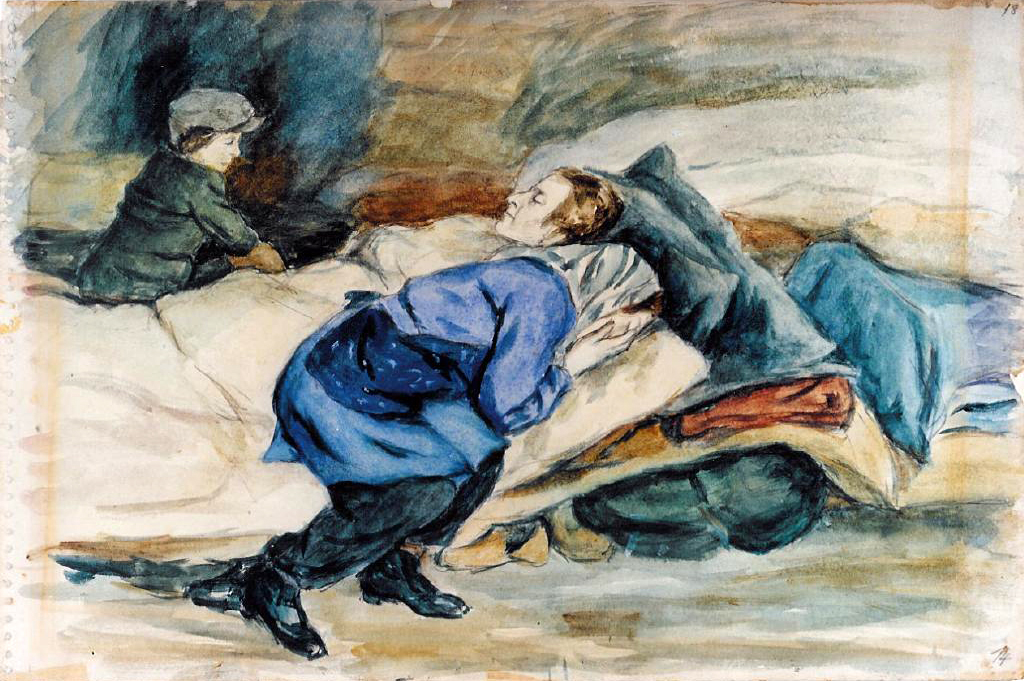
Malva Schalek, Arrivée à Theresienstadt (1942-1944). Irène Némirovsky vit désormais dans l'angoisse de la déportation.

Dans Les Chiens et les Loups, l'antisémitisme se déchaîne de l'Est à l'Ouest de l'Europe, du début du siècle à l'entre-deux-guerres, des flambées meurtrières contre les Juifs des ghettos jusqu'à la hantise bourgeoise d'une finance internationale israélite. Il est fort possible qu'en imaginant l'histoire d'Ada, Irène Némirovsky ait pensé à elle-même et à l'éventualité d'être expulsée de France vers un pays d'Europe centrale : la situation internationale des années 1938 et 1939 avait de quoi lui inspirer les plus vives craintes. Se sachant de plus en plus en danger, elle exprime dans ce roman sa récente mais profonde conviction que tout Juif, quel que soit son degré d'assimilation, sera toujours tôt ou tard renvoyé à sa seule judéité.
Ce roman « raconte une histoire de juifs qui, quoi qu'ils fassent, ne peuvent échapper à leur destin de juifs ». Taraudée par sa propre situation, « jamais Irène n'avait dressé un portrait aussi compatissant du peuple juif », conclut J. Weiss, suivi par Philipponnat et Lienhardt : « s'attendrir sur le menu peuple juif, c'est exactement ce que fait Irène Némirovsky » ici. Elle manifeste et tente de conjurer par le biais de ses personnages, notamment son héroïne, sa peur qu'être juif en cette période sombre soit en effet, plus qu'une origine ou une appartenance, un destin. Cette angoisse peut expliquer le « bond en avant » que fait le récit dans les deux derniers chapitres, passant de façon un peu incohérente de la France des années 1920 à une Europe forcément postérieure à la prise du pouvoir par Hitler en 1933 et à l'ouverture des premiers camps de concentration pour opposants et « indésirables ».
Némirovsky renoue avec un peuple persécuté et en appelle à l'ouverture et la compréhension : « Si cette solidarité ne va pas jusqu'à une prise de position publique en faveur des juifs ou contre les mesures discriminatoires, Irène évacue de son œuvre, à partir de 1939, toute connotation antisémite ou raciste ». En ce sens, Les Chiens et les Loups serait comme un bilan en même temps qu'un adieu à la judéité. Il semble néanmoins qu'Irène Némirovsky avait envisagé en novembre 1940 d'écrire plus tard, en des temps meilleurs, un roman sur le sort des Juifs.

## Une œuvre méconnue
Les Chiens et les Loups, comme l'ensemble de son œuvre, tombe dans l'oubli après la brutale disparition d'Irène Némirovsky, victime du génocide nazi. Le roman n'est réédité chez Albin Michel qu'en 1988, soit près d'un demi-siècle après sa première publication. En 2004, l'attribution exceptionnelle du prix Renaudot à titre posthume pour Suite française entraîne la redécouverte progressive de tous les textes de Némirovsky : Les Chiens et les Loups sort en collection de poche en 2008, sans éveiller autant d'intérêt que Suite française ou encore Le Bal.
Quand le roman paraît au Royaume-Uni l'année suivante, il est bien accueilli. Une critique du Times Literary Supplement le juge cependant très antisémite, avec des personnages juifs propres à perpétuer les pires clichés raciaux. Ceci s'ajoutant peut-être aux polémiques que suscitent outre-Atlantique certains livres de Némirovsky traduits au début des années 2000, Les Chiens et les Loups n'est toujours pas édité aux États-Unis en 2017.
C'est pour tenter de mettre fin à ce qu'elle estime être un faux procès, intenté notamment par Ruth Franklin, que Susan Rubin Suleiman consacre des années de recherche à La question Némirovsky - Vie, mort et héritage d'une écrivaine juive dans la France du XXe siècle. Dans le droit fil de ses travaux antérieurs, elle pose qu'on ne peut, du fait qu'un ouvrage inclut des stéréotypes dévalorisants sur les Juifs, conclure automatiquement à la haine de soi et/ou à l'antisémitisme de son auteur. Il faut tenir compte du contexte précis de rédaction et de publication, ainsi que de l'économie particulière de l'histoire. Car il faut déterminer si l'emploi de ces stéréotypes s'inscrit ou non dans la veine du « roman à thèse », en l'occurrence « dans un système cohérent de sens qui cherche à discréditer les Juifs » et à leur nuire. L'universitaire américaine s'appuie entre autres longuement sur Les Chiens et les Loups pour démontrer qu'une telle dimension est absente des œuvres d'Irène Némirovsky.
Tandis qu'Olivier Philipponnat et Patrick Lienhardt qualifient Les Chiens et les Loups de « grand roman de l'inassimilation au confortable modèle français », Susan Suleiman le considère comme l'« effort le plus soutenu [de Némirovsky] pour examiner la « question juive » », au carrefour entre vécu personnel et histoire collective. Seule « l'évolution de la situation des juifs d'Europe, déplore quant à lui Jonathan Weiss, a empêché ce roman d'être reconnu comme un élément important de la littérature juive ».

## Pour approfondir
: document utilisé comme source pour la rédaction de cet article.